# Roberto Pereyra
Roberto Maximiliano Pereyra (San Miguel de Tucumán, 7 gennaio 1991) è un calciatore argentino, centrocampista  dell'AEK Atene.

## Caratteristiche tecniche
La sua fonte d'ispirazione è Mauro Camoranesi. È un destro naturale che in passato ha giocato spesso a sinistra. Il suo ruolo naturale rimane però quello di esterno destro con vocazione prettamente offensiva, in grado di coprire sia il ruolo di esterno offensivo di destra che sulla corsia opposta e, all'occasione, pure di mezzala. Nell'ultima stagione all'Udinese svolgeva i compiti di ala destra o di mezzala destra. Può essere schierato anche come interno di centrocampo o trequartista, ruolo che ammette di preferire.
Dotato di buoni fondamentali tecnici, vanta una buona velocità, un buon dinamismo e un ottimo dribbling negli spazi stretti.
È soprannominato El Tucu ("il tucumano").

## Carriera

### Club

#### River Plate
(Stefano Borghi)
Cresciuto nelle giovanili del River Plate, debutta in prima squadra il 16 maggio 2009, a poco più di 18 anni, nella sconfitta contro l'Huracán (0-4). Nella stagione 2009-2010 colleziona 15 presenze, quindi a partire dal torneo di Apertura 2010 entra a far parte stabilmente della formazione titolare. Nell'estate 2011 lascia il River Plate che in giugno era retrocesso in Primera B Nacional, prima volta nei 110 anni di storia del pluridecorato club di Buenos Aires.

#### Udinese
Il 30 agosto 2011 passa all'Udinese, che versa 2 milioni di euro al River Plate per il suo cartellino. Esordisce con la maglia dell'Udinese il 29 settembre 2011 nella sfida valida per la fase a gironi dell'Europa League 2011-2012 al Celtic Park contro il Celtic. Fa il suo debutto in Serie A in Juventus-Udinese (2-1) il 28 gennaio 2012, sostituendo Mauricio Isla all'85º minuto.
Nelle partite successive mostra le sue buone qualità che gli permettono di sostituire in maniera positiva il compagno di reparto Dušan Basta nelle giornate in cui è infortunato. Il 29 aprile 2012 segna il suo primo gol con la maglia dei friulani contro la Lazio, per il definitivo 2-0. Nella stagione 2012-2013 Pereyra, complici anche le partenze di Isla e di Kwadwo Asamoah, diviene titolare nel modulo di Francesco Guidolin, ruolo che manterrà anche nella stagione successiva.

#### Juventus
Il 25 luglio 2014 viene prelevato dalla Juventus in prestito oneroso per 1,5 milioni di euro. Esordisce con la maglia bianconera il successivo 30 agosto a Verona, nella prima giornata di campionato vinta 1-0 contro il Chievo, subentrando ad Arturo Vidal. Segna il suo primo gol juventino il 15 gennaio 2015, nella gara di Coppa Italia vinta per 6-1 contro il Verona; nella stessa competizione andrà a segno nella semifinale di ritorno contro la Fiorentina (vinta per 3-0), contribuendo all'approdo della propria squadra in finale.

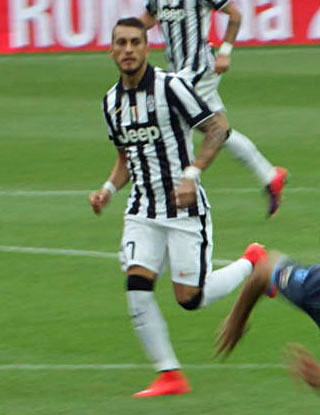
Pereyra in azione con la maglia della nel 2015.

Pur non ottenendo una maglia da titolare, il primo anno di Pereyra a Torino è molto positivo, venendo impiegato con continuità dall'allenatore Massimiliano Allegri, tanto da risultare tra i primatisti di presenze della stagione juventina: contribuisce alla vittoria di Scudetto e Coppa Italia, e scende in campo anche nella finale di Champions League, persa contro il Barcellona, subentrando a Vidal.
Riscattato dal club piemontese il 23 giugno 2015 sottoscrivendo un contratto fino al 2019, l'annata 2015-2016 si rivela complicata, soprattutto a causa di un infortunio alla coscia destra, rimediato nel match casalingo contro l'Atalanta del 25 ottobre, e successiva ricaduta, che lo tiene lontano dai campi per circa quattro mesi. Una volta ristabilitosi, la lunga lontananza dal campo non gli permette di rientrare nelle dinamiche della squadra bianconera, che a fine stagione decide di non rinnovare la fiducia al calciatore. Lascia la Juventus dopo due anni, non prima di avere messo in bacheca il secondo double nazionale consecutivo più la Supercoppa italiana.

#### Watford
Il 20 agosto 2016 si trasferisce al Watford per 13 milioni di euro, più 2 di bonus. Resta con gli inglesi fino al giugno 2020, anno in cui gli Hornets retrocedono in Championship.

#### Ritorno all'Udinese
Il 28 settembre 2020 firma un triennale con l'Udinese, squadra con cui aveva già giocato dal 2011 al 2014. Il secondo esordio con l'Udinese avviene il 3 ottobre, nella partita casalinga persa con la Roma per 1-0. Il 6 gennaio 2021 ritrova il gol con i friulani, in occasione del pareggio per 2-2 in casa del Bologna.. All'esordio stagionale in Coppa Italia 2021-2022 contro l'Ascoli segna una doppietta contribuendo alla vittoria per 3-1.
Dopo aver inizialmente lasciato il club bianconero al termine della stagione 2022-2023 in seguito alla scadenza naturale del proprio contratto, Pereyra torna poi sui propri passi e l'11 settembre 2023 firma un nuovo contratto annuale con la squadra. Alla fine di quest’ulteriore stagione, disputata sempre con la fascia da capitano al braccio, rimane di nuovo svincolato.

#### AEK Atene
Il 12 luglio 2024 Pereyra viene ufficialmente ingaggiato a parametro zero dall'AEK Atene, nella Super League Ellada.

### Nazionale
Ha partecipato ai Mondiali Under-20 nel 2011 con la nazionale argentina. Fa il suo esordio l'11 ottobre 2014 nella nazionale maggiore argentina, giocando da titolare nell'amichevole persa 2-0 contro il Brasile. Torna a vestire la maglia dell'Albiceleste l'11 ottobre 2018, nell'amichevole contro l'Iraq, segnando anche il suo primo gol in nazionale.
Nell'ottobre del 2022 viene inserito dal CT Lionel Scaloni nella lista dei pre-convocati per i Mondiali di calcio in Qatar, non rientrando però nella rosa finale.

## Statistiche

### Presenze e reti nei club
Statistiche aggiornate al 25 maggio 2025.
| Stagione           | Squadra            | Campionato         | Campionato | Campionato | Coppe nazionali | Coppe nazionali | Coppe nazionali | Coppe continentali | Coppe continentali | Coppe continentali | Altre coppe | Altre coppe | Altre coppe | Totale | Totale |
| Stagione           | Squadra            | Comp               | Pres       | Reti       | Comp            | Pres            | Reti            | Comp               | Pres               | Reti               | Comp        | Pres        | Reti        | Pres   | Reti   |
| ------------------ | ------------------ | ------------------ | ---------- | ---------- | --------------- | --------------- | --------------- | ------------------ | ------------------ | ------------------ | ----------- | ----------- | ----------- | ------ | ------ |
| 2008-2009          | River Plate        | PD                 | 1          | 0          | -               | -               | -               | -                  | -                  | -                  | -           | -           | -           | 1      | 0      |
| 2009-2010          | River Plate        | PD                 | 15         | 0          | -               | -               | -               | -                  | -                  | -                  | -           | -           | -           | 15     | 0      |
| 2010-2011          | River Plate        | PD                 | 27+2       | 0          | -               | -               | -               | -                  | -                  | -                  | -           | -           | -           | 29     | 0      |
| Totale River Plate | Totale River Plate | Totale River Plate | 43+2       | 0          |                 | -               | -               |                    | -                  | -                  |             | -           | -           | 45     | 0      |
| ago. 2011-2012     | Udinese            | A                  | 11         | 1          | CI              | 1               | 0               | UCL+UEL            | 0+3                | 0                  | -           | -           | -           | 15     | 1      |
| 2012-2013          | Udinese            | A                  | 37         | 5          | CI              | 1               | 0               | UCL+UEL            | 2+6                | 0                  | -           | -           | -           | 46     | 5      |
| 2013-2014          | Udinese            | A                  | 36         | 2          | CI              | 4               | 0               | UEL                | 3                  | 0                  | -           | -           | -           | 43     | 2      |
| 2014-2015          | Juventus           | A                  | 35         | 4          | CI              | 4               | 2               | UCL                | 12                 | 0                  | SI          | 1           | 0           | 52     | 6      |
| 2015-2016          | Juventus           | A                  | 13         | 0          | CI              | 0               | 0               | UCL                | 2                  | 0                  | SI          | 1           | 0           | 16     | 0      |
| Totale Juventus    | Totale Juventus    | Totale Juventus    | 48         | 4          |                 | 4               | 2               |                    | 14                 | 0                  |             | 2           | 0           | 68     | 6      |
| 2016-2017          | Watford            | PL                 | 13         | 2          | FACup+CdL       | 0               | 0               | -                  | -                  | -                  | -           | -           | -           | 13     | 2      |
| 2017-2018          | Watford            | PL                 | 32         | 5          | FACup+CdL       | 2+0             | 0               | -                  | -                  | -                  | -           | -           | -           | 34     | 5      |
| 2018-2019          | Watford            | PL                 | 33         | 6          | FACup+CdL       | 3+0             | 0               | -                  | -                  | -                  | -           | -           | -           | 36     | 6      |
| 2019-2020          | Watford            | PL                 | 28         | 3          | FACup+CdL       | 1+3             | 1+1             | -                  | -                  | -                  | -           | -           | -           | 32     | 5      |
| Totale Watford     | Totale Watford     | Totale Watford     | 106        | 16         |                 | 9               | 2               |                    | -                  | -                  |             | -           | -           | 115    | 18     |
| 2020-2021          | Udinese            | A                  | 34         | 5          | CI              | 1               | 0               | -                  | -                  | -                  | -           | -           | -           | 35     | 5      |
| 2021-2022          | Udinese            | A                  | 24         | 3          | CI              | 1               | 2               | -                  | -                  | -                  | -           | -           | -           | 25     | 5      |
| 2022-2023          | Udinese            | A                  | 34         | 5          | CI              | 2               | 0               | -                  | -                  | -                  | -           | -           | -           | 36     | 5      |
| 2023-2024          | Udinese            | A                  | 27         | 4          | CI              | 0               | 0               | -                  | -                  | -                  | -           | -           | -           | 27     | 4      |
| Totale Udinese     | Totale Udinese     | Totale Udinese     | 203        | 25         |                 | 10              | 2               |                    | 14                 | 0                  |             | -           | -           | 227    | 27     |
| 2024-2025          | AEK Atene          | SLE                | 25         | 0          | CG              | 4               | 0               | UECL               | 1                  | 0                  | -           | -           | -           | 30     | 0      |
| Totale carriera    | Totale carriera    | Totale carriera    | 427        | 45         |                 | 27              | 6               |                    | 29                 | 0                  |             | 2           | 0           | 485    | 51     |

### Cronologia presenze e reti in nazionale
| Cronologia completa delle presenze e delle reti in nazionale ― Argentina | Cronologia completa delle presenze e delle reti in nazionale ― Argentina | Cronologia completa delle presenze e delle reti in nazionale ― Argentina | Cronologia completa delle presenze e delle reti in nazionale ― Argentina | Cronologia completa delle presenze e delle reti in nazionale ― Argentina | Cronologia completa delle presenze e delle reti in nazionale ― Argentina | Cronologia completa delle presenze e delle reti in nazionale ― Argentina | Cronologia completa delle presenze e delle reti in nazionale ― Argentina |
| Data                                                                     | Città                                                                    | In casa                                                                  | Risultato                                                                | Ospiti                                                                   | Competizione                                                             | Reti                                                                     | Note                                                                     |
| ------------------------------------------------------------------------ | ------------------------------------------------------------------------ | ------------------------------------------------------------------------ | ------------------------------------------------------------------------ | ------------------------------------------------------------------------ | ------------------------------------------------------------------------ | ------------------------------------------------------------------------ | ------------------------------------------------------------------------ |
| 11-10-2014                                                               | Pechino                                                                  | Brasile                                                                  | 2 – 0                                                                    | Argentina                                                                | Amichevole                                                               | -                                                                        | 76’                                                                      |
| 14-10-2014                                                               | Hong Kong                                                                | Hong Kong                                                                | 0 – 7                                                                    | Argentina                                                                | Amichevole                                                               | -                                                                        | 73’                                                                      |
| 12-11-2014                                                               | Londra                                                                   | Argentina                                                                | 2 – 1                                                                    | Croazia                                                                  | Amichevole                                                               | -                                                                        | 71’                                                                      |
| 18-11-2014                                                               | Manchester                                                               | Portogallo                                                               | 1 – 0                                                                    | Argentina                                                                | Amichevole                                                               | -                                                                        | 73’                                                                      |
| 28-3-2015                                                                | Landover                                                                 | El Salvador                                                              | 0 – 2                                                                    | Argentina                                                                | Amichevole                                                               | -                                                                        |                                                                          |
| 31-3-2015                                                                | East Rutherford                                                          | Argentina                                                                | 2 – 1                                                                    | Ecuador                                                                  | Amichevole                                                               | -                                                                        | 46’                                                                      |
| 16-6-2015                                                                | La Serena                                                                | Argentina                                                                | 1 – 0                                                                    | Uruguay                                                                  | Coppa America 2015 - 1º turno                                            | -                                                                        | 88’                                                                      |
| 20-6-2015                                                                | Viña del Mar                                                             | Argentina                                                                | 1 – 0                                                                    | Giamaica                                                                 | Coppa America 2015 - 1º turno                                            | -                                                                        | 59’                                                                      |
| 4-9-2015                                                                 | Houston                                                                  | Argentina                                                                | 7 – 0                                                                    | Bolivia                                                                  | Amichevole                                                               | -                                                                        |                                                                          |
| 9-9-2015                                                                 | Dallas                                                                   | Messico                                                                  | 2 – 2                                                                    | Argentina                                                                | Amichevole                                                               | -                                                                        | 76’                                                                      |
| 11-10-2018                                                               | Riyad                                                                    | Argentina                                                                | 4 – 0                                                                    | Iraq                                                                     | Amichevole                                                               | 1                                                                        | 46’                                                                      |
| 16-10-2018                                                               | Gedda                                                                    | Brasile                                                                  | 1 – 0                                                                    | Argentina                                                                | Amichevole                                                               | -                                                                        | 67’                                                                      |
| 21-11-2018                                                               | Mendoza                                                                  | Argentina                                                                | 2 – 0                                                                    | Messico                                                                  | Amichevole                                                               | -                                                                        |                                                                          |
| 22-3-2019                                                                | Madrid                                                                   | Argentina                                                                | 1 – 3                                                                    | Venezuela                                                                | Amichevole                                                               | -                                                                        | 78’                                                                      |
| 26-3-2019                                                                | Tangeri                                                                  | Marocco                                                                  | 0 – 1                                                                    | Argentina                                                                | Amichevole                                                               | -                                                                        | 90+2’                                                                    |
| 8-6-2019                                                                 | San Juan                                                                 | Argentina                                                                | 5 – 1                                                                    | Nicaragua                                                                | Amichevole                                                               | 1                                                                        | 57’                                                                      |
| 19-6-2019                                                                | Belo Horizonte                                                           | Argentina                                                                | 1 – 1                                                                    | Paraguay                                                                 | Coppa America 2019 - 1º turno                                            | -                                                                        | 46’                                                                      |
| 10-9-2019                                                                | San Antonio                                                              | Argentina                                                                | 4 – 0                                                                    | Messico                                                                  | Amichevole                                                               | -                                                                        | 65’                                                                      |
| 9-10-2019                                                                | Dortmund                                                                 | Germania                                                                 | 2 – 2                                                                    | Argentina                                                                | Amichevole                                                               | -                                                                        | 76’                                                                      |
| Totale                                                                   |                                                                          | Presenze                                                                 | 19                                                                       |                                                                          | Reti                                                                     | 2                                                                        |                                                                          |

| Cronologia completa delle presenze e delle reti in nazionale ― Argentina under 20 | Cronologia completa delle presenze e delle reti in nazionale ― Argentina under 20 | Cronologia completa delle presenze e delle reti in nazionale ― Argentina under 20 | Cronologia completa delle presenze e delle reti in nazionale ― Argentina under 20 | Cronologia completa delle presenze e delle reti in nazionale ― Argentina under 20 | Cronologia completa delle presenze e delle reti in nazionale ― Argentina under 20 | Cronologia completa delle presenze e delle reti in nazionale ― Argentina under 20 | Cronologia completa delle presenze e delle reti in nazionale ― Argentina under 20 |
| Data                                                                              | Città                                                                             | In casa                                                                           | Risultato                                                                         | Ospiti                                                                            | Competizione                                                                      | Reti                                                                              | Note                                                                              |
| --------------------------------------------------------------------------------- | --------------------------------------------------------------------------------- | --------------------------------------------------------------------------------- | --------------------------------------------------------------------------------- | --------------------------------------------------------------------------------- | --------------------------------------------------------------------------------- | --------------------------------------------------------------------------------- | --------------------------------------------------------------------------------- |
| 30-7-2011                                                                         | Medellín                                                                          | Argentina under 20                                                                | 1 – 0                                                                             | Messico under 20                                                                  | Mondiali Under-20 2011 - 1º turno                                                 | -                                                                                 |                                                                                   |
| 2-8-2011                                                                          | Medellín                                                                          | Argentina under 20                                                                | 0 – 0                                                                             | Inghilterra under 20                                                              | Mondiali Under-20 2011 - 1º turno                                                 | -                                                                                 | 77’                                                                               |
| 5-8-2011                                                                          | Medellín                                                                          | Argentina under 20                                                                | 3 – 0                                                                             | Corea del Nord under 20                                                           | Mondiali Under-20 2011 - 1º turno                                                 | -                                                                                 | 72’ 82’                                                                           |
| 30-7-2011                                                                         | Cartagena de Indias                                                               | Portogallo under 20                                                               | 0 – 0 dts (5 – 4 dtr)                                                             | Argentina under 20                                                                | Mondiali Under-20 2011 - Quarti di finale                                         | -                                                                                 | 98’                                                                               |
| Totale                                                                            |                                                                                   | Presenze                                                                          | 4                                                                                 |                                                                                   | Reti                                                                              | 0                                                                                 |                                                                                   |

## Palmarès

### Club
- Campionato italiano: 2

Juventus: 2014-2015, 2015-2016
- Coppa Italia: 2

Juventus: 2014-2015, 2015-2016
- Supercoppa italiana: 1

Juventus: 2015